# John Connolly (rugby à XV)
Pour les articles homonymes, voir John Connolly (homonymie) et Connolly.
John « Knuckles » Connolly, né le 26 juin 1951 à Brisbane en Australie, est un  entraîneur de rugby à XV. Après avoir entraîné notamment les Queensland Reds et le Stade français,  il entraîne l'équipe d'Australie jusqu'en 2007.

## Carrière d'entraîneur

### Entraîneur de club
- Queensland Reds
- Stade français Paris
- Swansea RFC
- Bath Rugby

Connolly a débuté comme joueur (talonneur) de l'équipe du club de Brothers à Brisbane, puis entraîneur-joueur d'une  équipe à Darwin de 1980 à 1982. Les choses sérieuses ont commencé pour lui en 1983 lorsqu'il devint entraîneur de Brothers. Par la suite il a entraîné l'équipe du Queensland des moins de 19 ans et des moins de 21 ans et l'équipe du Queensland en 1989.
Avec la création du Super 12 en 1996, Connolly pris en charge les Reds. 
Il partit ensuite en France pour entraîner le Stade français, obtenant une finale de Coupe d'Europe de rugby en 2001.
Connolly a entraîné brièvement Swansea alors que le rugby gallois était en pleine restructuration, il partit alors à Bath. Il  fut nommé entraîneur de l'année du championnat d'Angleterre en 2003-04, l'équipe de Bath étant finaliste du championnat. Bath fut finaliste de la coupe d'Angleterre l'année suivante.

### Entraîneur de l'équipe d'Australie
Connolly fut nommé entraîneur de l'Australie en février 2006, en remplacement de Eddie Jones, à la suite des mauvais résultats des Wallabies en 2005.
Les débuts de Connolly furent couronnés de succès avec deux victoires contre l'Angleterre par 34-3 et 43-18 et une victoire contre l'Irlande. 
Il quitte ses fonctions au soir de la défaite des Wallabies contre l'Angleterre en quarts de finale de la Coupe du monde 2007 (10-12).

## Palmarès
- Vainqueur du Super 6 en 1992 avec Queensland
- Vainqueur du Super 10 en 1994 et 1995 avec Queensland
- Finaliste de la Coupe d'Europe de rugby en 2001 avec le Stade français
- Finaliste du Championnat d'Angleterre en  2004 avec Bath.
- Finaliste de la Coupe d'Angleterre 2005 avec Bath.
- Entraîneur de l'année du Super 12 en 1998 et 1999 avec les Reds
- Entraîneur de l'année du Championnat d'Angleterre en 2004 avec Bath.